# دوندگوئه
دوندگوئه شهری در شهرستان بورزانگا در استان بام در بورکینافاسوی شمالی است و جمعیت آن ۳۷۱ نفر است.